# Dánffy Sándor
Dánffy Sándor (Debrecen, 1932. december 23. – Kaposvár, 1999) Jászai Mari-díjas magyar színművész.

## Életpályája
A helyi Sztanyiszlavszkij Színjátszó Munkásstúdióban tanult három éven át. 1957-1958 között a békéscsabai Jókai Színház, 1958-1962 között az egri Gárdonyi Géza Színház, 1962-1963 között a kecskeméti Katona József Színház, 1963-1968 között ismét a Jókai Színház tagja volt. 1968-1993 között a kaposvári Csiky Gergely Színház tagja volt. 1993-1997 között ismét az egri Gárdonyi Géza Színházban szerepelt. 1999-ben hunyt el, Kaposváron helyezték örök nyugalomra.

## Fontosabb színházi szerepei
- Helmer (Ibsen: Nóra)
- Tót (Örkény István: Tóték)
- Csörgheő Csuli (Móricz Zsigmond: Úri muri)
- Tigris Brown (Brecht-Weill: Koldusopera)
- Szorin (Csehov: Sirály)

## Film- és tévészerepei
- Egy kis hely a nap alatt (1974)
- A zöldköves gyűrű (1977)
- A nagyenyedi két fűzfa (1979)
- Álombrigád (1989)
- Sose halunk meg (1993)
- Patika (1995)
- Ámbár tanár úr (1998)
- A napfény íze (1999)

## Díjai és kitüntetései
- Jászai Mari-díj (1984)